# Ira E. Rider
Ira Edgar Rider (* 17. November 1868 in Jersey City, New Jersey; † 29. Mai 1906 in New York City) war ein US-amerikanischer Jurist und Politiker. Zwischen 1903 und 1905 vertrat er den Bundesstaat New York im US-Repräsentantenhaus.

## Werdegang
Ira Edgar Rider wurde ungefähr drei Jahre nach dem Ende des Bürgerkrieges in Jersey City geboren. Er besuchte öffentliche Schulen und das College of the City of New York (heute New York University). Dann graduierte er an der St. Lawrence University in Canton. Er studierte Jura. Nach dem Erhalt seiner Zulassung als Anwalt begann er in New York City zu praktizieren. Zwischen 1898 und 1902 war er Secretary des Präsidenten im Borough von Manhattan. Politisch gehörte er der Demokratischen Partei an.
Bei den Kongresswahlen des Jahres 1902 für den 58. Kongress wurde Rider im 14. Wahlbezirk von New York in das US-Repräsentantenhaus in Washington, D.C. gewählt, wo er am 4. März 1903 die Nachfolge von William H. Douglas antrat. Wegen einer Krankheit verzichtete er im Jahr 1904 auf eine erneute Kandidatur und schied nach dem 3. März 1905 aus dem Kongress aus.
Nach seiner Kongresszeit ging er wieder seiner Tätigkeit als Anwalt nach. Am 29. Mai 1906 starb er in New York City und wurde auf dem Calvary Cemetery beigesetzt.